# Freja Beha Erichsen
Freja Beha Erichsen (Roskilde, 18 ottobre 1987) è una modella danese.

## Biografia
Nasce in Danimarca nel 1987. Si diploma al Frederiksberg Gymnasium; in seguito lascerà gli studi per entrare nel mondo della moda dopo essere stata scoperta per caso mentre si trovava in strada.
Nel 2004 firma con la IMG Models. Debutta nel 2005 a Milano e Parigi nelle sfilate invernali di Prada e Louis Vuitton. Nello stesso anno apre la sfilata di Miu Miu a Parigi e partecipa alle campagne pubblicitarie di Jil Sander e Balenciaga. Ottiene la sua prima copertina su W Jewerly, alla quale segue quella di Vogue Francia accompagnata dalle colleghe Vlada Rosljakova e Tasha Tilberg.
A febbraio 2006 apre le sfilate di Missoni e Stella McCartney. Compare sulla copertina di V con Gemma Ward e Daria Werbowy. A giugno appare in un editoriale di Vogue Italia, fotografata da Nathaniel Goldberg; due mesi dopo la ritroviamo sulla copertina di Numéro. Diventa testimonial di vari marchi, tra cui Balenciaga, Calvin Klein, H&M, Gap e Pringle of Scotland. A ottobre compare in un editoriale di Michael Thompson per W, al quale segue una copertina sulla stessa rivista nel mese successivo.
Nel 2007 sostituisce Daria Werbowy nella campagna pubblicitaria di Chanel, viene fotografata da Craig McDean per Gucci e firma un contratto per pubblicizzare CK IN2U di Calvin Klein. Appare in un editoriale della versione francese di Vogue fotografata da Mario Testino. Apre le sfilate di Carolina Herrera, Derek Lam, Zac Posen e Lanvin a Milano, New York e Parigi. Compare negli editoriali di Harper's Bazaar, Vogue Italia e sulla copertina di Numéro. A Parigi gira lo spot televisivo diretto da David Lynch per Gucci by Gucci.
Nel 2008 rimpiazza Doutzen Kroes nella campagna pubblicitaria di Gianfranco Ferré. A febbraio apre gli show di Alexander Wang, Vera Wang e Akris. Sfila per Christian Dion, Diesel, William Rast e Narciso Rodriguez. Seguono varie copertine ed editoriali per Vogue (versioni UK, Italia e Giappone), Interview, Harper's Bazaar.
A gennaio 2009 appare negli editoriali di Vogue Italia e Giappone. A febbraio è la protagonista di un editoriale di Harper's Bazaar, fotografata da Greg Kadel. Nello stesso mese apre le sfilate di Dsquared² a Milano e chiude quelle di Akris a Parigi. A marzo appare in un editoriale di Numéro, fotografata da Karl Lagerfeld. Viene fotografata da Solve Sundsbo per un editoriale di Vogue Giappone, numero di luglio; il mese seguente appare nell'edizione britannica della rivista, fotografata da Patrick Demarchelier. A settembre è la protagonista degli editoriali di Vogue UK e Russia. Torna ad essere il volto per le campagne pubblicitarie di Gucci e Chanel. Sfila alla Settimana della moda di New York per Alexander Wang, Derek Lam, Marc Jacobs, Michael Kors, Narciso Rodriguez, Rag & Bone; apre le sfilate di Erin Wasson e Arise: The African Collective (David Tlale e Jewel by Lisa).
Nel 2010 viene fotografata in nudo integrale da Inez van Lamsweerde e Vinoodh Matadin per la rivista Purple: il servizio la consacra come icona androgina. Lo stesso anno è tra le modelle scelte da Karl Lagerfeld per il calendario Pirelli dedicato alla mitologia greco-romana.
A Natale 2012 è la protagonista della pubblicità del profumo Valentina di Valentino.

## Vita privata
Ha avuto una relazione con le top model australiane Abbey Lee Kershaw e Catherine McNeil. I tabloid le hanno inoltre attribuito una storia con la collega Irina Lazareanu.
Ha un piercing al capezzolo sinistro e tredici tatuaggi, il primo dei quali fatto a sedici anni.

## Copertine
- Cina: Vogue (giugno 2006).
- Danimarca: Eurowoman (giugno 2005, giugno e agosto 2006); Cover (settembre 2006); Dansk (estate 2007).
- Francia:  Vogue (novembre 2005, maggio 2013); Printemps (febbraio/marzo 2006); Numéro (agosto 2006, marzo 2007).
- Giappone:  Vogue (novembre 2008, febbraio 2009).
- Corea: Numéro (settembre 2008).
- Portogallo:  Vogue (maggio 2007).
- Russia: Harper's Bazaar (maggio 2006).
- Corea del Sud:  Vogue (marzo 2009).
- Stati Uniti d'America: Self Service (autunno 2005); W (Jewelry Supplement) (ottobre 2005); V (maggio/giugno 2006); W (novembre 2006).

## Agenzie
- Dominique Models
- Unique Models - Danimarca
- Louisa Models
- IMG Models - New York, Parigi, Londra, Milano